# Maria Tănase – Vol. 3

Maria Tănase – Volumul 3 este un album al cântăreței de muzică populară Maria Tănase. Acompaniază orchestrele conduse de Victor Predescu și Nicușor Predescu.

## Detalii ale albumului
- Genre: Folk, World, & Country
- Style: Folklore
- Limbi: Romana / Franceza
- Casa de discuri: Electrecord
- Catalog #: EDC 356
- Format: CD, Compilation, Digisleeve
- Data lansării: 2000
- Durata albumului: Duration (66'09")

## Lista pieselor
- 01 - Cine iubește și lasă
- 02 - Uhai, bade!
- 03 - Cine m-aude cântând
- 04 - Astă noapte te-am visat
- 05 - Pârâuș, apa vioară
- 06 - Bade, din dragostea noastră
- 07 - Mâine toți recruții pleacă
- 08 - Iac-așa!
- 09 - Hai, maică, la iarmaroc!
- 10 - Foaie verde mărăcine
- 11 - Cântec de leagăn
- 12 - Zise muma către mine
- 13 - Până când nu te iubeam
- 14 - Nu vine mândru, nu vine
- 15 - Pe ulita, mai colea
- 16 - Văleleu!
- 17 - Rău mă doare inima
- 18 - Când toca la Radu-Vodă